# Лик Монтањије
Лик Монтањије (фр. Luc Montagnier; Шабри, 18. август 1932 — Неји на Сени, 10. фебруар 2022) био је француски виролог, добитник Нобелове награде за физиологију и медицину 2008. Године 1983. изоловао је ХИВ вирус и назвао га је LAV (енгл. lymphadenopathy-associated virus), јер је у почетку овај вирус уско повезиван са лимфним системом. Монтањије је 1990. изнео тврдњу да ХИВ вирус не може сам да изазове сиду, већ да је потребно присуство кофактора за који је он веровао да је микоплазма.
Његово истраживање је обављено на Пастеровом Институту у Паризу. И даље постоје спорења око тога ко је први изоловао ХИВ вирус, јер је отприлике у исто време вирус изоловала и радна група Роберта Галоа.
Монтањије је један од оснивача Светске Фондације за превенцију сиде. Добитник је више од 20 значајних награда и признања. Преминуо је у фебруару 2022. године.